# Lordstown Motors
Lordstown Motors Corporation (LMC) — американський виробник електромобілів, автовиробник, розташований у Лордстаун, Огайо. Компанія розташована на заводі Lordstown Assembly, який раніше належав General Motors.